# Quadripartitus
Quadripartitus (lateinisch in vier Teile geteilt oder teilbar; vierteilig) ist ein um 1114 verfasstes, vierteilig angedachtes und in zwei Teilen erhaltenes anglolateinisches Rechtsbuch, das während der Regierungszeit Heinrichs I. erstellt wurde. 
Der Titel Quadripartitus hat sich bei den Historikern etabliert, seit Felix Liebermann ihn Anfang des 20. Jahrhunderts in seine Edition und Studien übernommen hatte. Zwei Vorworte Dedicatio (Widmung, Einweihung) und Argumentum (begründende Darlegung) legen nahe, dass sie für den aktuellen Rechtsbetrieb von Bedeutung waren, denn inhaltlich erhoffte man sich nach erheblichem Sittenverfall unter der Regentschaft von William Rufus Besserungen unter Heinrich.  
Das Buch enthält neben mittelalterlichen Staatsschriften aus der Zeit nach der Eroberung Englands eine große Anzahl von angelsächsischen Rechtsmaterialien aus der Zeit vor der Eroberung. Diese sind von einem unbekannten kontinentaleuropäischen Säkularkleriker in die lateinische Sprache übersetzt worden. Erhalten sind trotz des Titels lediglich zwei Bände der Sammlung, während die beiden Folgebände nie realisiert werden konnten. Die Forschung geht davon aus, dass der dritte Band aber in die leges Henrici Primi eingegangen ist.

## Herausgeberschaft
- Quadripartitus. Ein englisches Rechtsbuch von 1114, nachgewiesen und, soweit bisher ungedruckt. Herausgegeben von Felix Liebermann. Max Niemeyer, Halle an der Saale 1892.